# 高墙乡
高墙乡，是中华人民共和国河北省张家口阳原县下辖的一个乡镇级行政单位。

## 行政区划
高墙乡下辖以下地区：
高墙村、南口村、九沟村、段家庄村、姚家庄村、北大庄科村、青圪塔村、南大庄科村、范家坊村、太师良村、牛家坊村、马家庄村、沙帽台村、金家庄村、益堵泉村、九女池村、西官庄村、东官庄村、大黑沟村、上沙沟村、王家山村、赵家坪村、刘家嘴村、黑岩村、三官庙村、谷端庄村和台家庄村。